# Benjamin Franklin Tracy
Benjamin Franklin Tracy (Apalachin, 26 aprile 1830 – 6 agosto 1915) è stato un politico statunitense.

## Biografia
Fu il trentaduesimo segretario della marina statunitense sotto il presidente degli Stati Uniti d'America Benjamin Harrison.
Si distinse durante la guerra di secessione americana dove ha comandato il 109º reggimento di fanteria di New York, per meriti dimostrati durante la Battaglia del Wilderness gli è stata aggiudicata una Medal of Honor.
Durante la carica di segretario della marina riformò il servizio navale mostrando un'apertura maggiore, rispetto al passato, per le strategie offensive. Morì nella Contea di Tioga

## Riconoscimenti
Il cacciatorpediniere USS Tracy (DD-214) è stato denominato in tal modo in suo onore.